# Отгон
Отгон (монг. Отгон) — сомон аймака Завхан в западной части Монголии. Численность населения по данным 2010 года составила 2 282 человека.
Центр сомона — усадьба Буянт, расположенная в 140 километрах от административного центра аймака — города Улиастай и в 920 километрах от столицы страны — Улан-Батора.

## География
Сомон расположен в западной части Монголии. Граничит с соседними сомонами Алдархаан, Идэр, Тосонцэнгэл, Цагаанхайрхан и Шилуустэй, а также с соседними аймаками Архангай и Баянхонгор и Говь-Алтай. На территории Отгона располагается гора Отгонтэнгэр, протекают реки Завхан, Буянт, Шар ус.
Из полезных ископаемых в сомоне встречаются железная руда, фосфориты, шпат, свинец, строительное сырьё.

## Климат
Климат резко континентальный. Средняя температура января –21…–25 °C, июля 12…18 °C. Ежегодная норма осадков — 150…200 мм (в горных районах — до 500 мм).

## Фауна
Животный мир Отгона представлен волками, лисами, манулами, зайцами, тарбаганами.

## Инфраструктура
В сомоне есть школа, больница, дома отдыха.